# 2013-as Formula–1 ausztrál nagydíj
Az ausztrál nagydíj volt a 2013-as Formula–1 világbajnokság első futama, amelyet 2013. március 15. és március 17. között rendeztek meg az ausztráliai Melbourne Grand Prix Circuiten, Melbourne-ben.

## Szabadedzések

### Első szabadedzés
Az ausztrál nagydíj első szabadedzését március 15-én, pénteken délelőtt tartották.
| helyezés | versenyző           | csapat/motor         | elért idő | különbség | futott kör |
| -------- | ------------------- | -------------------- | --------- | --------- | ---------- |
| 1        | Sebastian Vettel    | Red Bull-Renault     | 1:27,211  | −         | 16         |
| 2        | Felipe Massa        | Ferrari              | 1:27,289  | +0,078    | 17         |
| 3        | Fernando Alonso     | Ferrari              | 1:27,547  | +0,336    | 16         |
| 4        | Lewis Hamilton      | Mercedes             | 1:27,552  | +0,341    | 18         |
| 5        | Mark Webber         | Red Bull-Renault     | 1:27,668  | +0,457    | 18         |
| 6        | Kimi Räikkönen      | Lotus-Renault        | 1:27,877  | +0,666    | 17         |
| 7        | Nico Rosberg        | Mercedes             | 1:28,013  | +0,802    | 17         |
| 8        | Adrian Sutil        | Force India-Mercedes | 1:28,426  | +1,215    | 19         |
| 9        | Jenson Button       | McLaren-Mercedes     | 1:28,440  | +1,229    | 19         |
| 10       | Romain Grosjean     | Lotus-Renault        | 1:28,520  | +1,309    | 15         |
| 11       | Sergio Pérez        | McLaren-Mercedes     | 1:28,597  | +1,386    | 19         |
| 12       | Nico Hülkenberg     | Sauber-Ferrari       | 1:28,786  | +1,575    | 19         |
| 13       | Paul di Resta       | Force India-Mercedes | 1:28,910  | +1,699    | 18         |
| 14       | Pastor Maldonado    | Williams-Renault     | 1:29,443  | +2,232    | 20         |
| 15       | Valtteri Bottas     | Williams-Renault     | 1:29,928  | +2,717    | 19         |
| 16       | Esteban Gutiérrez   | Sauber-Ferrari       | 1:30,203  | +2,992    | 17         |
| 17       | Jean-Éric Vergne    | Toro Rosso-Ferrari   | 1:30,729  | +3,518    | 17         |
| 18       | Daniel Ricciardo    | Toro Rosso-Ferrari   | 1:30,969  | +3,758    | 19         |
| 19       | Jules Bianchi       | Marussia-Cosworth    | 1:31,263  | +4,052    | 24         |
| 20       | Max Chilton         | Marussia-Cosworth    | 1:32,176  | +4,965    | 23         |
| 21       | Charles Pic         | Caterham-Renault     | 1:32,274  | +5,063    | 21         |
| 22       | Giedo van der Garde | Caterham-Renault     | 1:32,388  | +5,177    | 18         |

### Második szabadedzés
Az ausztrál nagydíj második szabadedzését március 15-én pénteken délután futották.
| helyezés | versenyző           | csapat/motor         | elért idő | különbség | futott kör |
| -------- | ------------------- | -------------------- | --------- | --------- | ---------- |
| 1        | Sebastian Vettel    | Red Bull-Renault     | 1:25,908  | −         | 33         |
| 2        | Mark Webber         | Red Bull-Renault     | 1:26,172  | +0,264    | 31         |
| 3        | Nico Rosberg        | Mercedes             | 1:26,322  | +0,414    | 26         |
| 4        | Kimi Räikkönen      | Lotus-Renault        | 1:26,361  | +0,453    | 38         |
| 5        | Romain Grosjean     | Lotus-Renault        | 1:26,680  | +0,772    | 32         |
| 6        | Fernando Alonso     | Ferrari              | 1:26,748  | +0,840    | 35         |
| 7        | Lewis Hamilton      | Mercedes             | 1:26,772  | +0,864    | 28         |
| 8        | Felipe Massa        | Ferrari              | 1:26,855  | +0,947    | 32         |
| 9        | Adrian Sutil        | Force India-Mercedes | 1:27,435  | +1,527    | 35         |
| 10       | Nico Hülkenberg     | Sauber-Ferrari       | 1:28,187  | +2,279    | 34         |
| 11       | Jenson Button       | McLaren-Mercedes     | 1:28,294  | +2,386    | 30         |
| 12       | Paul di Resta       | Force India-Mercedes | 1:28,311  | +2,403    | 37         |
| 13       | Sergio Pérez        | McLaren-Mercedes     | 1:28,566  | +2,658    | 33         |
| 14       | Daniel Ricciardo    | Toro Rosso-Ferrari   | 1:28,627  | +2,719    | 31         |
| 15       | Esteban Gutiérrez   | Sauber-Ferrari       | 1:28,772  | +2,864    | 33         |
| 16       | Pastor Maldonado    | Williams-Renault     | 1:28,852  | +2,944    | 36         |
| 17       | Jean-Éric Vergne    | Toro Rosso-Ferrari   | 1:28,968  | +3,060    | 36         |
| 18       | Valtteri Bottas     | Williams-Renault     | 1:29,386  | +3,478    | 39         |
| 19       | Jules Bianchi       | Marussia-Cosworth    | 1:29,696  | +3,788    | 32         |
| 20       | Charles Pic         | Caterham-Renault     | 1:30,165  | +4,257    | 37         |
| 21       | Max Chilton         | Marussia-Cosworth    | 1:30,600  | +4,692    | 36         |
| 22       | Giedo van der Garde | Caterham-Renault     | 1:32,450  | +6,542    | 11         |

### Harmadik szabadedzés
Az ausztrál nagydíj harmadik szabadedzését március 16-án, szombaton délelőtt tartották.
| helyezés | versenyző           | csapat/motor         | elért idő | különbség | futott kör |
| -------- | ------------------- | -------------------- | --------- | --------- | ---------- |
| 1        | Romain Grosjean     | Lotus-Renault        | 1:26,929  | −         | 14         |
| 2        | Fernando Alonso     | Ferrari              | 1:27,000  | +0,071    | 7          |
| 3        | Felipe Massa        | Ferrari              | 1:27,241  | +0,312    | 10         |
| 4        | Paul di Resta       | Force India-Mercedes | 1:27,533  | +0,604    | 9          |
| 5        | Kimi Räikkönen      | Lotus-Renault        | 1:27,625  | +0,696    | 12         |
| 6        | Daniel Ricciardo    | Toro Rosso-Ferrari   | 1:27,849  | +0,920    | 19         |
| 7        | Jean-Éric Vergne    | Toro Rosso-Ferrari   | 1:27,860  | +0,931    | 16         |
| 8        | Adrian Sutil        | Force India-Mercedes | 1:28,069  | +1,140    | 15         |
| 9        | Nico Hülkenberg     | Sauber-Ferrari       | 1:28,253  | +1,324    | 18         |
| 10       | Esteban Gutiérrez   | Sauber-Ferrari       | 1:28,253  | +1,324    | 20         |
| 11       | Nico Rosberg        | Mercedes             | 1:28,486  | +1,557    | 13         |
| 12       | Sebastian Vettel    | Red Bull-Renault     | 1:29,808  | +2,879    | 9          |
| 13       | Mark Webber         | Red Bull-Renault     | 1:30,073  | +3,144    | 16         |
| 14       | Jules Bianchi       | Marussia-Cosworth    | 1:30,388  | +3,459    | 17         |
| 15       | Giedo van der Garde | Caterham-Renault     | 1:30,598  | +3,669    | 20         |
| 16       | Charles Pic         | Caterham-Renault     | 1:30,959  | +4,030    | 19         |
| 17       | Jenson Button       | McLaren-Mercedes     | 1:33,236  | +6,307    | 7          |
| 18       | Sergio Pérez        | McLaren-Mercedes     | 1:33,527  | +6,598    | 8          |
| 19       | Pastor Maldonado    | Williams-Renault     | 1:39,232  | +12,303   | 13         |
| 20       | Valtteri Bottas     | Williams-Renault     | 1:39,779  | +12,850   | 13         |
| 21       | Max Chilton         | Marussia-Cosworth    | 1:42,872  | +15,943   | 13         |
| 22       | Lewis Hamilton      | Mercedes             | 1:47,246  | +20,317   | 9          |

## Időmérő edzés
Az ausztrál nagydíj időmérő edzésének az első részét március 16-án, szombaton futották, míg a második és harmadik részt március 17-én, vasárnap délelőtt tartották meg a kedvezőtlen időjárás miatt.
| helyezés                 | rajtszám | versenyző           | csapat/motor         | 1. rész     | 2. rész  | 3. rész  | rajthely |
| ------------------------ | -------- | ------------------- | -------------------- | ----------- | -------- | -------- | -------- |
| 1                        | 1        | Sebastian Vettel    | Red Bull-Renault     | 1:44,657    | 1:36,745 | 1:27,407 | 1        |
| 2                        | 2        | Mark Webber         | Red Bull-Renault     | 1:44,472    | 1:36,524 | 1:27,827 | 2        |
| 3                        | 10       | Lewis Hamilton      | Mercedes             | 1:45,456    | 1:36,625 | 1:28,087 | 3        |
| 4                        | 4        | Felipe Massa        | Ferrari              | 1:44,635    | 1:36,666 | 1:28,490 | 4        |
| 5                        | 3        | Fernando Alonso     | Ferrari              | 1:43,850    | 1:36,691 | 1:28,493 | 5        |
| 6                        | 9        | Nico Rosberg        | Mercedes             | 1:43,380    | 1:36,194 | 1:28,523 | 6        |
| 7                        | 7        | Kimi Räikkönen      | Lotus-Renault        | 1:45,545    | 1:37,517 | 1:28,738 | 7        |
| 8                        | 8        | Romain Grosjean     | Lotus-Renault        | 1:44,284    | 1:37,641 | 1:29,013 | 8        |
| 9                        | 14       | Paul di Resta       | Force India-Mercedes | 1:45,601    | 1:36,901 | 1:29,305 | 9        |
| 10                       | 5        | Jenson Button       | McLaren-Mercedes     | 1:44,688    | 1:36,644 | 1:30,357 | 10       |
| 11                       | 11       | Nico Hülkenberg     | Sauber-Ferrari       | 1:45,930    | 1:38,067 |          | 11       |
| 12                       | 15       | Adrian Sutil        | Force India-Mercedes | 1:47,330    | 1:38,134 |          | 12       |
| 13                       | 18       | Jean-Éric Vergne    | Toro Rosso-Ferrari   | 1:44,871    | 1:38,778 |          | 13       |
| 14                       | 19       | Daniel Ricciardo    | Toro Rosso-Ferrari   | 1:46,450    | 1:39,042 |          | 14       |
| 15                       | 6        | Sergio Pérez        | McLaren-Mercedes     | 1:44,400    | 1:39,900 |          | 15       |
| 16                       | 17       | Valtteri Bottas     | Williams-Renault     | 1:47,328    | 1:40,290 |          | 16       |
| 17                       | 16       | Pastor Maldonado    | Williams-Renault     | 1:47,614    |          |          | 17       |
| 18                       | 12       | Esteban Gutiérrez   | Sauber-Ferrari       | 1:47,776    |          |          | 18       |
| 19                       | 22       | Jules Bianchi       | Marussia-Cosworth    | 1:48,147    |          |          | 19       |
| 20                       | 23       | Max Chilton         | Marussia-Cosworth    | 1:48,909    |          |          | 20       |
| 21                       | 21       | Giedo van der Garde | Caterham-Renault     | 1:49,519    |          |          | 21       |
| 107%-os idő : (1:50,616) |          |                     |                      |             |          |          |          |
| NK                       | 20       | Charles Pic         | Caterham-Renault     | 1:50,626[1] |          |          | 22       |
| Forrás:                  |          |                     |                      |             |          |          |          |

Megjegyzés
- ↑ 1:  Charles Pic nem érte el a 107%-os időlimitet, de a versenybíróság engedélyezte, hogy rajthoz álljon.

## Futam
Az ausztrál nagydíj futama március 17-én, vasárnap rajtolt.
Räikkönen rajtja remekül sikerült, az első kör végére az ötödik helyre jött fel, és támadta Hamiltont, s a második körben, a 9-es kanyarban, külső ívről sikerült is az előzés. Az első öt sorrendje ekkor Vettel, Massa, Alonso, Räikkönen, Hamilton volt. A 7. és a 9. kör között az első négy pilóta végrehajtotta első kerékcseréjét, s miután a két Mercedeses pilóta, Hamilton és Rosberg is elvégezte a kiállást (13. és 14. kör), már csak Sutil állt a négyes előtt, s mögötte össze is ért a dobogóért harcolók sora. Alonso a 20., Sutil és Vettel a 21. körben állt ki a boxba, ezzel Alonso mindkettőjüket megelőzte. A 23. körben Vettel a DRS-zónában megelőzte a Force India pilótáját, ebben a körben Massa is kiállt a boxba, így Räikkönen a futamon először átvette a vezetést. A 27. körben Räikkönen, Hamilton, Alonso, Vettel, Sutil, Massa volt az első hat sorrendje. Pár esőcsepp is megjelent az elkövetkező néhány körben, de komolyabb problémát nem jelentett. Ekkor már látszott, hogy a Lotus finn pilótája eggyel kevesebb boxkiállással oldja meg a futamot, mint közvetlen vetélytársai, így elérhető közelségbe került a futamgyőzelem. Räikkönen 23 körrel a vége előtt végrehajtotta utolsó kerékcseréjét, a 39. körben Alonso is cserélt, köztük 7 másodperc körüli különbség stabilizálódott. Sutil vezette a versenyt, de szóltak neki, hogy nem érdemes Räikkönennel viaskodnia, így a finn könnyedén megelőzte, s a 44. körben 4 másodperccel vezetett Alonso előtt, aki a 46. körben megelőzte a kör végén boxba hajtó Sutilt. Innentől sok izgalom nem volt, a különbség stabilizálódott az élen, s Räikkönen az 56. körben a verseny leggyorsabb körét is megfutotta, majd 20. Formula–1-es győzelmét aratta. „Az idény első versenye előtt nem igazán tudhatod, milyenek lesznek a gumik, mikor kell kiállnod kereket cserélni, hogy minden tökéletes legyen. Mi követni tudtuk a tervünket, és tökéletesen sikerült, amikor kellett, gyorsan mentem, miközben egyáltalán nem okozott gondot, hogy kíméljem a gumikat – mondta az immár hússzoros futamgyőztes finn. – Az autó nagyon jó volt, ez volt karrierem egyik legkönnyebb győzelme. Remélem, még sok ilyen versenyünk lesz.” A finn elmondta, nem aggódott amiatt, hogy Alonso a végén a frissebb gumikon utoléri. „Nem volt vészes a helyzet, igazából akkor tudott közel kerülni hozzám, ha visszavettem a tempóból, vagy leköröztem valakit. Csak arra figyeltem, hogy jó állapotban maradjanak a gumijaim, ha esetleg valami váratlan esemény történne. Nem volt nehéz, de ez csak egy verseny volt, ettől a győzelemtől még nem érjük el a célunkat” – mondta Räikkönen.
| helyezés | rajtszám | versenyző           | csapat/motor         | futott kör | idő/kiesés oka     | rajthely | pont |
| -------- | -------- | ------------------- | -------------------- | ---------- | ------------------ | -------- | ---- |
| 1        | 7        | Kimi Räikkönen      | Lotus-Renault        | 58         | 1:30:03,225        | 7        | 25   |
| 2        | 3        | Fernando Alonso     | Ferrari              | 58         | +12,451            | 5        | 18   |
| 3        | 1        | Sebastian Vettel    | Red Bull-Renault     | 58         | +22,346            | 1        | 15   |
| 4        | 4        | Felipe Massa        | Ferrari              | 58         | +33,577            | 4        | 12   |
| 5        | 10       | Lewis Hamilton      | Mercedes             | 58         | +45,561            | 3        | 10   |
| 6        | 2        | Mark Webber         | Red Bull-Renault     | 58         | +46,800            | 2        | 8    |
| 7        | 15       | Adrian Sutil        | Force India-Mercedes | 58         | +1:05,068          | 12       | 6    |
| 8        | 14       | Paul di Resta       | Force India-Mercedes | 58         | +1:08,449          | 9        | 4    |
| 9        | 5        | Jenson Button       | McLaren-Mercedes     | 58         | +1:21,630          | 10       | 2    |
| 10       | 8        | Romain Grosjean     | Lotus-Renault        | 58         | +1:22,759          | 8        | 1    |
| 11       | 6        | Sergio Pérez        | McLaren-Mercedes     | 58         | +1:23,367          | 15       |      |
| 12       | 18       | Jean-Éric Vergne    | Toro Rosso-Ferrari   | 58         | +1:23,857          | 13       |      |
| 13       | 12       | Esteban Gutiérrez   | Sauber-Ferrari       | 57         | +1 kör             | 18       |      |
| 14       | 17       | Valtteri Bottas     | Williams-Renault     | 57         | +1 kör             | 16       |      |
| 15       | 22       | Jules Bianchi       | Marussia-Cosworth    | 57         | +1 kör             | 19       |      |
| 16       | 20       | Charles Pic         | Caterham-Renault     | 56         | +2 kör             | 22       |      |
| 17       | 23       | Max Chilton         | Marussia-Cosworth    | 56         | +2 kör             | 20       |      |
| 18       | 21       | Giedo van der Garde | Caterham-Renault     | 56         | +2 kör             | 21       |      |
| ki       | 19       | Daniel Ricciardo    | Toro Rosso-Ferrari   | 39         | hidraulika         | 14       |      |
| ki       | 9        | Nico Rosberg        | Mercedes             | 26         | elektronika        | 6        |      |
| ki       | 16       | Pastor Maldonado    | Williams-Renault     | 24         | kicsúszás          | 17       |      |
| ni       | 11       | Nico Hülkenberg     | Sauber-Ferrari       | 0          | üzemanyag-rendszer | 11       |      |
| Forrás:  |          |                     |                      |            |                    |          |      |

## A világbajnokság állása a verseny után
| H   | Versenyzők       | Pont | H   | Konstruktőrök        | Pont |
| --- | ---------------- | ---- | --- | -------------------- | ---- |
| 1.  | Kimi Räikkönen   | 25   | 1.  | Ferrari              | 30   |
| 2.  | Fernando Alonso  | 18   | 2.  | Lotus-Renault        | 26   |
| 3.  | Sebastian Vettel | 15   | 3.  | Red Bull-Renault     | 23   |
| 4.  | Felipe Massa     | 12   | 4.  | Mercedes             | 10   |
| 5.  | Lewis Hamilton   | 10   | 5.  | Force India-Mercedes | 10   |
| 6.  | Mark Webber      | 8    | 6.  | McLaren-Mercedes     | 2    |
| 7.  | Adrian Sutil     | 6    | 7.  | Toro Rosso-Ferrari   | 0    |
| 8.  | Paul di Resta    | 4    | 8.  | Sauber-Ferrari       | 0    |
| 9.  | Jenson Button    | 2    | 9.  | Williams-Renault     | 0    |
| 10. | Romain Grosjean  | 1    | 10. | Marussia-Cosworth    | 0    |

(A teljes táblázat)

## Statisztikák
- Vezető helyen:
  - Sebastian Vettel : 6 kör (1-6)
  - Felipe Massa : 3 kör (7 / 21-22)
  - Fernando Alonso : 6 kör (8 / 34-38)
  - Lewis Hamilton : 4 kör (9-12)
  - Nico Rosberg : 1 kör (13)
  - Adrian Sutil : 11 kör (14-20 / 39-42)
  - Kimi Räikkönen : 27 kör (23-33 / 43-58)
- Kimi Räikkönen 20. győzelme, 38. leggyorsabb köre.
- A Lotus 2. győzelme.
- Sebastian Vettel 37. pole-pozíciója.
- Kimi Räikkönen 70., Fernando Alonso 87., Sebastian Vettel 47. dobogós helyezése.
- Jules Bianchi, Valtteri Bottas, Max Chilton, Esteban Gutiérrez és Giedo van der Garde első Formula–1-es nagydíja.